# Standard Missile 3
RIM-161 Standard Missile 3 (forkortet SM-3) er et skibsbaseret missilsystem udviklet til US Navy til at nedskyde fly, skibe, ballistiske- og krydsermissiler som en del af et missilskjold. Selvom missilet primært er udviklet som et antiballistisk missil har SM-3 også været benyttet til at nedskyde lavtflyvende satellitter. SM-3 er primært benyttet af US Navy, men Japan Maritime Self-Defense Force har også indkøbt missilet og i Holland overvejer man også at indkøbe systemet til Koninklijke Marine.

## Udvikling
SM-3 er en videreudvikling af det gennemtestede SM-2 Block IV design. SM-3 benytter den samme booster og den samme dual thrust raketmotor som Block IV missilet til det første og andet stadie samt det samme styresystem og målopdateringssystem til navigation i atmosfæren. Til at muliggøre et træf på et missil uden for atmosfæren er der installeret et nyt tredje stadie i missilet hvilket er endnu en raketmotor.
Den 18. maj 2010 svarede det amerikanske missilforsvarsagentur (Missile Defense Agency) på en artikel i New York Times der kritiserede projektet som fejlramt. Svaret var at artiklen var urigtig og de foreløbige tests havde være succesfulde.

## Benyttelse og funktioner
Skibets AN/SPY-1 radar finder det ballistiske missil og AEGIS-systemet beregner en skudløsning på målet. Når missilet bliver affyret, antændes Aerojet MK 72 boosteren og sender missilet ud af skibets Mark 41 Vertical Launching System (VLS). Der oprettes derefter en kommunikationskanal mellem missilet og skibet. Når boosteren brænder ud bliver den løsnet og Mk 104 raketmotoren startes og fører missilet op til atmosfæren. Missilet modtager hele vejen op målopdateringer fra skibet og retter ind mod målet. Raketmotor i det tredje stadie starter når den forrige brænder ud og sender missilet ud igennem atmosfæren, hvis nødvendigt. Det fjerde stadie (TSRM) finjusterer missilets kurs indtil 30 sekunder før anslaget.
På det punkt hvor det tredje stadie slippes begynder det kinetiske sprænghoved målsøgningen ved hjælp af opdateringer fra skibet. SDACS-systemet gør sprænghovedet i stand til at manøvrere i den sidste fase af engagementet. Sprænghovedets sensorer erkender målet og forsøger at finde dets mest sårbare punkt og styre missilet mod dette. Hvis sprænghovedet rammer målet sker det med en kraft der mindst svarer til 31 kilogram trotyl.
Uafhængige undersøgelser blandt fysikere har løftet en del spørgsmål vedrørende missilets evne til at ramme mål. I et offentliggjort svar har det amerikanske forsvarsministerium sagt at disse undersøgelser er uden betydning, da de data man har undersøgt var tidligt i programmet og dermed ikke viser det nuværende systems effektivitet. Det amerikanske forsvarsministerium fastslog at:
...De første tests benyttede prototype målsøgningssystemer; dyre sprænghoveder blev ikke benyttet i forsøgene da selve "nedkæmpelsen" endnu ikke var et kriterium på dette tidspunkt. I modsætning til fysikerne Postal og Lewis påstande resulterede alle tre forsøg faktisk i at målene blev ramt og at det ballistiske missil blev nedkæmpet. Dette viser empirisk at det er muligt at nedskyde missiler fra AEGIS udrustede skibe.
Efter at have overstået disse tidlige forsøg blev fokus skiftet fra at "ramme målet" til at sikre nedkæmpelse. Denne næste testserie omfattede systemets hidtil mest realistiske forsøg, hvilket, i oktober 2008, endte med en rapport som sagde at systemet var klar til at overgå til flådens regi.
Siden 2002, er i alt 19 SM-3 missiler blevet affyret i 16 forskellige forsøg hvoraf 16 missiler havde succes mod de realistiske mål. Derudover lykkedes det et modificeret AEGIS BMD/SM-3 system at nedskyde en amerikansk satellit der var i stykker. Satellitten blev ramt i det præcis rigtige sted, en brændstoftank. Dette var en nedskydning af det hidtil hurtigst bevægende mål i rummet man nogensinde havde forsøgt.

Forfatterne af SM-3 undersøgelsen valgte kun at bruge de forsøg hvor man benyttede enkelte mål og valgte at ignorere de fem ud af seks succesfulde forsøg på de mindre og hurtigere missiler.

## Brugere

### USA

#### Missilforsvar
I september 2009, annoncerede præsident Barack Obama sine planer om at skrotte planerne om et missilforsvar i Østeuropa til fordel for et missilskjold baseret på amerikanske krigsskibe. Den 18. September 2009, sagde den russiske premierminister Vladimir Putin god for at USA kunne udstationere SM-3 bevæbnede krigsskibe i Sortehavet. Denne udstationering af krigsskibe begyndte samme måned.
SM-3 har vist nogle af de bedste resultater for et antimissilsystem i brug i USA.

#### Antisatellitmissil
Uddybende artikel: USA 193
Den 14. februar 2008 annoncerede amerikanske embedsmænd planerne om at benytte et modificeret SM-3 missil til at nedskyde en amerikansk satellit, ved navn USA 193, der var gået i stykker og var på vej ned at falde tilbage ned igennem atmosfæren. Nedskydningen skulle foregå fra en gruppe af tre skibe i det nordlige Stillehav. Satellitten skulle nedskydes når den nåede en højde på 240 kilometer over Stillehavet – grunden hertil blev oplyst satellitten ikke ville brænde op i atmosfæren og at den ville være til fare for mennesker hvis den styrtede ned på land da dens brændstof primært bestod af det giftige hydrazin. En talsmand udtalte at SM-3 missilets software var blevet ændret for at forøge chancerne for at missilet ville erkende satellitten som et mål da missilets software primært er udviklet til at erkende missilformede objekter som mål.
Den 21. februar 2008 klokken 03:26 (UTC) affyrede USS Lake Erie, en missilkrydser af Ticonderoga-klassen, et enkelt SM-3 missil der ramte satellitten lige på med en samlet fart på 36.667 kilometer i timen i en højde af 247 kilometer over Stillehavet. USS Decatur, USS Russell såvel som andre land- luft- og rumbaserede sensorer var også involveret i operationen.

### Israel
Ifølge Defense Industry Daily, overvejer Israel at anskaffe et landbaseret SM-3 system. Mens Israel allerede benytter Arrow missilsystemet og MIM-104 Patriot-systemet, ønsker landet at sikre sig yderligere.

### Japan
I december 2007, affyrede Japan en succesfuld forsøg med et SM-3 block IA om bord på JDS Kongō mod et ballistisk missil. Dette var første gang et japansk skib blev benyttet som affyringsplatform ved kun at modtage målopdateringer via AEGIS-systemet, tidligere havde Japan Maritime Self-Defence Force selv stået for sporing og kommunikation. 
I november 2008 forsøgte man sig med endnu en japansk-amerikansk test fra JDS Chōkai, men testen fungerede ikke efter hensigten. Efter at have undersøgt fejlen forsøgte man igen i oktober 2009 fra destroyeren JS Myōkō og denne gang ramte man målet.
Den 28. oktober 2010 affyrede man endnu et missil, denne gang fra JDS Kirishima. US Navy's missiltestfacilitet på Kauai affyrede det ballistiske testmissil. Krishima, som lå ud fra kysten på Kauai, opdagede og sporede målet inden man affyrede et SM-3 Block IA missil der ramte målet. 

## Varianter
SM-3 Block IA versionen giver en trinvis opgradering til at forbedre pålideligheden og reducere udgifterne ved vedligeholdelse. SM-3 Block IB udviklet i 2010 giver flere opgraderinger, blandt andet en avanceret tofarvet infrarød søger og et 10-thruster solid throttling divert and attitude control system (TDACS/SDACS) på sprænghovedet for at give det forbedrede muligheder for at ramme målet, selv hvis det foretager undvigemanøvrer. TDACS er et fælles Raytheon/Aerojet projekt, men Boeing står for dele af det kinetiske sprænghoved. Med Block IB og skibsbaserede opgraderinger er den amerikanske flåde nu i stand til at forsvare sig imod MRBM. SM-3 Block II vil udvide missilets diameter til 53 centimeter og formindske størrelsen af manøvrevingerne. Missilet vil stadig passe i Mk. 41 Vertical Launching Systemet, og missilet vil blive hurtigere og få længere rækkevidde. SM-3 Block IIA vil have et større sprænghoved der vil have forbedret manøvreevne og forbedret sensorer og software. Denne version er forventet i tjeneste omkring 2015 og vil være i stand til at engagere ICBM.
| Standard Missile 3  | Version        | Kommentarer:                                                                            |
| ------------------- | -------------- | --------------------------------------------------------------------------------------- |
| RIM-161             | SM-3 Block 0,  | Prototypen                                                                              |
| RIM-161A            | SM-3 Block I,  | Forbedret pålidelighed og mindsket vedligeholdelse                                      |
| RIM-161B            | SM-3 Block IA  | Tilføjet infrarødt søgesystem samt Solid Divert Attitude Control System (SDACS)         |
| RIM-161C            | SM-3 Block IB  | Forbedret infrarødt søgesystem samt Throttleable Divert Attitude Control System (TDACS) |
| Ikke færdigudviklet | SM-3 Block IIA | Længererækkende SM-3, Forbedret kinetisk sprænghoved og forbedret 1. stadie booster.    |

## Galleri
- SM-3 affyring fra USS Lake Erie (70)i 2005
- SM-3 affyring fra USS Shiloh (67) i 2006
- SM-3 affyring fra USS Decatur (73) i 2007
- SM-3 missil affyret fra USS Lake Erie (70) i 2008

## Eksterne links
- For og imod et missilskjold i Rumænien Arkiveret 16. juli 2011 hos  Wayback Machine
- US Navy Fact File: Standard Missile Arkiveret 16. november 2007 hos  Wayback Machine
- Designation-systems – RIM-161 Standard SM-3
- GlobalSecurity.org – RIM-161 Standard SM-3
- Astronautix.com – Raytheon RIM-161 Standard SM-3
- Obama ændrer holdning om missilskjold, af Cole Harvey, armscontrol.org, oktober 2009.